# Marià Miró i Guitó
Marià Miró i Guitó   (Berga, 10 de novembre de 1884 - 8 d'abril de 1963) va ser un músic català, director de l'Orfeó Berguedà.

## Biografia
Va fer la carrera eclesiàstica al Seminari de Solsona, i fou ordenat sacerdot el 21 de desembre del 1908 pel bisbe Lluís Casas d'Amigó i Ferrer. Fou organista de la Pobla de Lillet, i més tard capellà de la colònia Cal Pons (Puig-reig). Lloc on l'any 1912 va escriure un ball de l'Àliga de la Patum de Berga.
L'any següent va ésser destinat a Berga, on el 1914 va escriure l'Himne de l'Orfeó Berguedà, del que va ser director del 10 de desembre de 1916 al 3 de setembre del 1921, prodigant-se a la composició de cançons, entre les quals cal destacar l'Himne al Sagrat Cor i va posar música a diverses obres teatrals; les principals són Muset i Bernadeta, Blaiet Vailet, Els Pastorets de Josep Maria Folch i Torres, Titaina, La Santa Espina, el drama Santa Eulàlia, i altres. Quan el 1921 es veié obligat a deixar l'Orfeó, va llançar-se a la composició de sardanes. Són d'aquells temps Trilleig, Entre Muntanyes, Glossant una cançó, Un Ramell, i Corpus a Berga. També va dedicar a l'Ajuntament de Berga un ballet de Gegants escrit per a Cobla. Posteriorment, va compondre les sardanes Argelaga florida (sardana revessa, 1955) Estel de Berguedà (1956) El cant de la Rosada (1956), Verge del Remei (1957), Bergistània (1957) i dedicades als seus deixebles Cantem infants (1932) i Joc d'infants (1931).
Va ser professor en el Col·legi Dr. Saló a Berga, de segon d'ensenyament i donant classes de solfeig i piano com a director de la primera Escola Municipal de Música fins als començaments de la Guerra Civil espanyola. Durant la guerra, va marxar de Berga per refugiar-se primer al Santuari de Corbera i, més endavant, a Gósol. Allà va ser detingut per un escamot de milicians i després de viure moltes peripècies, fou traslladat a Guardiola de Berguedà, on un gran amic seu es va fer responsable de la seva persona, cosa que li permeté recuperar la llibertat. Aquest amic, no satisfet amb això, el va traslladar de nit amb el seu cotxe fins a Berga, on va romandre esperant que passés aquell període incert.
Un cop acabada la guerra fou destinat al Bisbat de Barcelona per exercir el càrrec d'organista a Santa Maria de Mataró, càrrec que ostentà durant dos anys i en 1941 tornà a Berga, es feu càrrec de la direcció musical de la Societat Coral Unió Berguedana fins al mes de maig del 1947, en què fou traslladat a Tàrrega per fer d'organista de la Parroquial. Tornà a Berga i ja no se'n va moure més, excepte els caps de setmana que feia de vicari a la Parròquia de Sant Salvador de la Vedella.
Josep Armengou i Feliu, en el recordatori del seu traspàs, escrigué: «Berguedà fervent, amant de les tradicions i home del poble, va saber traduir en les seves composicions els sentiments més característics de l'ànima popular berguedana».